# Costora ebenina
Costora ebenina är en nattsländeart som beskrevs av Arturs Neboiss 1977. Costora ebenina ingår i släktet Costora och familjen Conoesucidae. Inga underarter finns listade i Catalogue of Life.